# Сушко Ірина Михайлівна
Ірина Михайлівна Сушко (нар. 1967) — українська математикиня, старший науковий співробітник Інституту математики НАН України та запрошена професорка у Київській школі економіки. Її дослідження стосуються нелінійних динамічних систем та їх застосування в економіці та радіотехніці.

## Освіта та кар'єра
Сушко народилася в 1967 році під Києвом. У 1989 році здобула ступінь магістра кібернетики у Київському національному університеті імені Тараса Шевченка. Після навчання в аспірантурі НАН України в 1993 році здобула ступінь кандидата фізико-математичних наук під керівництвом Шарковського Олександра Миколайовича. У 1993 році вона стала науковим співробітником Національної академії наук, а в 2002 році отримала звання старшого наукового співробітника.
У 2004—2005 роках вона відвідала Урбінський університет як стипендіат Марії Кюрі Європейського співтовариства. У період з 2009 по 2020 рік вона обіймала посаду запрошеного професора в Київській школі економіки .

## Книги
Сушко є співавтором «Неперервні та розривні кусково-гладкі одновимірні карти: інваріантні множини та біфуркаційні структури» (разом з Віктором Аврутіним, Лаурою Гардіні та Фабіо Трамонтаною, World Scientific, 2019).